# HNK Tomislav Tomislavgrad
HNK Tomislav je hrvatski nogometni klub iz Tomislavgrada, BiH.

## Povijest
Klub je osnovan 1920. godine kao HNK Tomislav jer se u to vrijeme pripremala proslava tisućgodišnjice krunidbe kralja Tomislava. 1925. HNK Tomislav prestaje s radom, a tek nakon promjene imena u Vran nastavlja odigravati utakmice s klubovima iz okolnih naselja (Livno, Široki Brijeg, Kupres,...). Prije i tijekom Drugoga svjetskog rata igralo se znatno manje utakmica, a Vran je povremeno igrao s talijanskim vojnicima.
U lipnju 1946. klub dobiva ime FK Zvijezda. Zvijezda nije igrala niti u jednom natjecanju sve do 1952. kada počinje igrati u Podsaveznoj ligi Mostar. Dvije godine kasnije ponovno mijenja ime, ovaj put u FK Budućnost. Budućnost se nastavila natjecati u Podsaveznoj ligi Mostar, zatim je igrala u Podsaveznoj ligi Livno koju je osvojila i plasirala se u Hercegovačku zonsku ligu. 1963. seli se na stadion Ferovac (na kojem i danas igraju). U Hercegovačkoj zoni najveće uspjehe postižu između 1971. i 1975. godine kada se bore za ulazak u Drugu jugoslovensku ligu. Reformom natjecanja 1979. Budućnost se kratko natjecala u Republičkoj ligi – Jug, a zatim ponovno u Hercegovačkoj zoni. 
Od 1989. klub nosi ime NK Budućnost, a na sjednici Skupštine 1990. klub vraća ime HNK Tomislav. U sezoni 1990./91. osvajaju Hercegovačku zonu i u razgigravanju za ulazak u Republičku ligu na neutralnome terenu u Konjicu pobjeđuju GOŠK Gabela. Sljedeće godine dolaze u šesnaestinu finala kupa Jugoslavije u kojemu je su igrali s beogradskim Radom u Tomislavgradu. Utakmica je bila prekinuta kod rezultata 4:0 za Rad. U Republičkoj ligi Tomislav je odigrao tek tri utakmice nakon čega je iz protesta napustio natjecanje kao i ostali hrvatski i slovenski klubovi. 
Za vrijeme rata Tomislav je odigravao prijateljske utakmice s klubovima iz susjedne Hrvatske. Od 1993. do 1996. Tomislav se natjecao u Prvoj ligi Herceg-Bosne. Nakon sezone 1996./97. Tomislav ispada u Drugu ligu Herceg-Bosne. U sezoni 2000./01 Tomislav nakon osvajanja prvog mjesta u Drugoj ligi Centar 2 igra kvalifikacije za Prvu ligu FBiH u kojoj s ukupnih 7:2 u dvije utakmice pobjeđuju domaljevačku Mladost. U prvoj sezoni u Prvoj ligi osvajaju deseto mjesto, a u sljedećoj osvajaju 17. mjesto i ispadaju u niži rang natjecanja – Drugu ligu FBiH skupina – Jug. Juniori i kadeti HNK Tomislava igraju u Omladinskoj ligi BiH – Jug.
U sezoni 2020./21. su nakon pobjede u doigravanju protiv Podgrmeča iz Sanskog Mosta (0:1, 2:0) ostvarili plasman u Prvu ligu FBiH nakon 17 godina.

## Pregled plasmana po sezonama
| Sezona    | Rang | Liga                  | Plasman | Izvori |
| --------- | ---- | --------------------- | ------- | ------ |
| 2016./17. | III. | Druga liga FBiH – Jug | 4.      | [ 5 ]  |
| 2017./18. | III. | Druga liga FBiH – Jug | 3.      | [ 6 ]  |
| 2018./19. | III. | Druga liga FBiH – Jug | 3.      | [ 7 ]  |
| 2019./20. | III. | Druga liga FBiH – Jug | 6.      | [ 8 ]  |
| 2020./21. | III. | Druga liga FBiH – Jug | 3. ↑    | [ 9 ]  |
| 2021./22. | II.  | Prva liga FBiH        | 16.     | [ 10 ] |
| 2022./23. | II.  | Prva liga FBiH        | 7.      | [ 11 ] |
| 2023./24. | II.  | Prva liga FBiH        | 5.      | [ 12 ] |
| 2024./25. | II.  | Prva liga FBiH        | –       |        |

## Nastupi u Kupu BiH
2001./02.
- šesnaestina finala: NK Široki Brijeg – NK Tomislav 3:1, 0:1

2005./06.
- šesnaestina finala: NK Kreševo (II) – HNK Tomislav 3:0

2006./07.
- šesnaestina finala: FK Modriča Maxima (I) – HNK Tomislav 4:0

2008./09.
- šesnaestina finala: HNK Tomislav – FK Drina Zvornik (II) 1:1 (6:7 p)[17]

2012./13.
- šesnaestina finala: FK Sloga Doboj (II) – HNK Tomislav 4:0

2023./24.
- šesnaestina finala: HNK Tomislav – HŠK Posušje (I) 1:1 (2:3 p)

## Poznati bivši igrači
- Ivan Krstanović
- Josip Škaro[20]

## Vanjske poveznice
- Službene stranice HNK Tomislav